# Rafael Caro Quintero
Rafael Caro Quintero, znany też jako RCQ (ur. 24 października 1952 w Badiraguato) – meksykański przestępca, przemytnik i handlarz narkotyków, współtwórca kartelu z Guadalajary oskarżony o zlecenie porwania, torturowania i morderstwa agenta DEA Kikiego Camareny, 518. osoba dopisana do listy 10 Najbardziej Poszukiwanych Zbiegów. Jest bratem Miguela Caro Quintero, byłego przywódcy kartelu z Sonory.

## Działalność przestępcza

### Przemyt narkotyków
Był jednym z głównych dostawców heroiny, kokainy i marihuany do Stanów Zjednoczonych w późnych latach 70.. W połowie lat 80. założył własny kartel, zwany kartelem z Guadalajary. Nawiązał współpracę z przemytnikami z Kolumbii. Utracił wpływy po aresztowaniu w 1985 roku, ale po wyjściu z więzienia w 2013 dołączył do kartelu z Sinaloa i zaczął odbudowywać swoje wpływy. Sprzymierzył się z gangiem Juarez i walczył z gangiem Chapitos. Federalne Biuro Śledcze nazwało go ojcem chrzestnym meksykańskiego przemytu narkotyków i w 2018 roku oświadczyło, że nadal posiada ogromne wpływy w świecie przestępczym. Znany był też jako Książę lub Herszt Hersztów.

### Morderstwo agenta DEA
Był poszukiwany za zlecenie porwania, torturowania i zamordowania agenta DEA, Kikiego Camareny w 1985. Miał obwiniać Camarenę o zorganizowanie niezapowiedzianej akcji służb specjalnych i rewizji, która kosztowała kartel miliony dolarów. Do porwania doszło w Guadalajarze w Meksyku, gdy agent udawał się na obiad ze swoją żoną. Wykastrowano go i pogrzebano żywcem, a następnie porzucono jego ciało w miejscu publicznym w stanie Michoacán, gdzie zostało odnalezione miesiąc po zaginięciu agenta. Zdaniem FBI Camarena był blisko odkrycia szlaku narkotykowego z Meksyku do Stanów Zjednoczonych, którym przemycany był towar warty miliony dolarów.

## Śledztwo i postępowanie karne
4 kwietnia 1985 roku został aresztowany w Kostaryce i ekstradowany do Meksyku gdzie został skazany na 40 lat więzienia za udział w zabójstwie. Caro Quintero został zwolniony z więzienia 9 sierpnia 2013 roku w wyniku stwierdzenia przez sąd nieprawidłowości w jego procesie. Pod naciskiem rządu Stanów Zjednoczonych meksykański sąd federalny wydał ponowny nakaz jego aresztowania już 14 sierpnia. 12 kwietnia 2018 roku został dopisany do listy 10 Najbardziej Poszukiwanych Zbiegów. Był 518. osobą dopisaną do listy. W jego poszukiwaniach FBI współpracowało z DEA, United States Marshals Service i Departamentem Stanu Stanów Zjednoczonych.
Został namierzony w wiosce San Simon w stanie Sonora, na pustynnym krańcu Meksyku, tuż pod granicą z USA. 15 lipca 2022 roku został tam zatrzymany przez oddział komandosów.